# 미국의 없어진 항공사 목록
이 문서는 미국의 없어진 항공사에 대한 설명하는 문서이다.

## 목록

### A ~ Z
- ATA 항공
- CCAL 시에라 항공
- CC에어
- EOS 항공
- GP 익스프레스 항공
- MAX 제트에어 웨이즈
- USA 3000 항공
- US 에어웨이스

### ㄱ
- 갤럭시 항공 (USA)
- 걸프에어 트랜스포트
- 골든게이트 항공
- 골든웨스트 항공
- 골든퍼시픽 항공 (1969년)
- 골든퍼시픽 항공
- 그랜드 에어 익스프레스
- 그랜드 플래인 항공
- 글로벌 인터내셔널 항공

### ㄴ
- 노스센트럴 항공
- 노스웨스트 인터내셔널 항공
- 노스웨스트 항공
- 노스이스트 항공
- 노스코스트 이그제큐티브 항공
- 뉴욕 리오엔드 부에노스아이레스 라인
- 뉴욕 에어웨이즈
- 뉴욕 항공
- 뉴잉글랜드 에어 트랜스포트
- 뉴잉글랜드 웨스턴 에어 트랜스포트
- 뉴턴에어 익스프레스

### ㄷ
- 덴버 포트오프캘
- 델타 익스프레스
- 디데이 제트
- 디스커버리 항공
- 디저트썬 항공

### ㄹ
- 라이브러리 익스프레스 항공
- 라이언 국제항공
- 레이크 센트럴 항공
- 레저 항공
- 레전드 항공
- 로스앤젤레스 항공
- 론스타 항공
- 리콘트 레이크랜드 항공

### ㅁ
- 마운틴 에어 익스프레스
- 마운틴 웨스트 항공 아이다호
- 마운틴 웨스트 항공
- 마쿼트 항공
- 마크 에어
- 마헬로 항공
- 매덱스 에어라인
- 맥지 에어웨이즈
- 맥클래인 항공
- 메이플 라우어 항공
- 메사바 항공
- 메일 에어웨이즈
- 메트로 에어라인
- 메트로 제트
- 모나리치 항공 (1946년)
- 모던에어 트랜스포트
- 모리스 항공
- 모호크 항공
- 미드스테이즈 항공
- 미드애틀랜틱 항공
- 미드웨스트 에어라인
- 미드웨스트 에이비에이션
- 미드웨이 항공 (1976년)
- 미드웨이 항공 (1993년)
- 미드콘텍트 항공
- 미드퍼시픽 항공
- 미시시피 밸리 에어라인
- 밀워키 항공

### ㅂ
- 버진 아메리카
- 베스트 항공
- 보스턴 메인항공
- 브로큰웨이 항공
- 브래니프 국제 항공
- 브래니프 항공 (1983년)
- 브래니프 항공 (1991년)
- 비미니 아이슬랜드 항공
- 비바하버 항공
- 비즈니스 익스프레스 항공

### ㅅ
- 서던 에어
- 센트리온 항공
- 시카고 사우스 에어라인
- 시카고 익스프레스 에어라인
- 시카고 항공
- 송에어

### ㅇ
- 아로스툭 항공
- 아메리칸 오버씨 항공
- 아메리칸 웨스트 항공
- 아메리칸 플라이 항공
- 아스펜 항공
- 아이언 항공
- 아처 항공
- 알래스카 코스탈 항공
- 알로하 항공
- 알바니 에어
- 애리조나 항공 (1993년)
- 애리조나 항공
- 애리조나 헬리콥터
- 애틀랜틱 노스 항공
- 애틀랜틱 코스트 항공
- 애팰래치아 항공
- 어케스 에어
- 에메랄 월드와이드
- 에메랄드 항공 (미국)
- 에버그린 국제항공
- 에어21
- 에어 나이아가라
- 에어 뉴올리언스
- 에어 뉴잉글랜드
- 에어 라스베이거스
- 에어 로스앤젤레스
- 에어 리프트 인터내셔널
- 에어 바이아
- 에어 버몬트
- 에어 사우스 (1994년)
- 에어 사우스
- 에어 스피드인
- 에어 아메리카
- 에어 오리건
- 에어 일리노이
- 에어 캐페레이
- 에어 코르테즈
- 에어 퍼시픽 (미국)
- 에어 플로리다
- 에어 하와이
- 에어로 아메리카
- 에어로라인 텍사스
- 에어로마치 항공
- 에어본 익스프레스
- 에어트랜
- 엑시코 항공
- 엘리게니 항공
- 엘익스프레스 항공
- 엠페러 항공 (1976년)
- 엠페러 항공
- 오버시 내셔널 에어웨이즈
- 오스틴 익스프레스
- 올아메리칸 항공
- 월드 에어웨이스
- 유나이티드 셔틀
- 유레카 에어로
- 이스턴 항공
- 이스트윈드 항공
- 이지에어 항공
- 인덴펜덴스 에어
- 인덴펜덴트 에어
- 인디고 에어 (미국)
- 인터마운틴 항공
- 임페리얼 항공

### ㅈ
- 자크에어 라인
- 제미나이 항공
- 제트 24
- 제트아메리카 항공
- 젠톱 국제항공
- 젠톱 에어 트랜스포트
- 젠톱 플라이 서비스
- 짐스테이트 항공

### ㅊ
- 챔피언 항공
- 첼린져 항공
- 초크 국제항공

### ㅋ
- 카고 360
- 카니발 항공
- 카지노 익스프레스 항공
- 카탈리나 항공
- 칼펙 항공
- 캐스캐이드 항공
- 캐피탈 항공
- 캐피톨 항공
- 커맨드 항공
- 컴에어
- 코치즈 항공
- 코카운트 센터 항공
- 콘퀘스트 항공
- 콘티넨탈 라이트
- 콘티넨탈 미크로네시아 - 법인만 유지
- 콘티넨탈 항공
- 콜간 항공
- 콜로리온 에어 트랜스포트
- 콤소모폴리탄 항공
- 키에어
- 키웨이 에어 트랜스포트
- 키위 인터내셔널 에어라인
- 키터호크 에어 카고
- 키터호크 항공

### ㅌ
- 트랜스월드 항공
- 테드 항공

### ㅍ
- 파라다이스 아일랜드 항공
- 파인 에어
- 팬아메리칸 그레이스 항공
- 팬아메리칸 월드 항공
- 팬아메리칸 카고
- 팬아메리칸 항공 (1996년)
- 팬아메리칸 항공 (1998년)
- 퍼시픽 사우스웨스트 항공
- 퍼시픽 알래스카 항공
- 퍼시픽 에어 트랜스포트
- 퍼시픽 이스트 익스프레스
- 퍼시픽 익스프레스
- 퍼시픽 컴포레티온
- 페콘에어 익스프레스
- 포커스 에어 카고
- 포트워스 항공
- 프론티어 항공 (1986년)
- 프리랜디아 항공
- 플라이 타이거 라인
- 플러그쉽 에어
- 플로리아 에어웨이즈
- 플로리아 익스프레스
- 플로리아 항공
- 피페이스 항공
- 피플 익스프레스 항공

### ㅎ
- 후터스 에어
- 휴즈 에어웨스트

## 같이 보기
- 미국의 공항
- 미국의 항공사 목록
- 북아메리카의 항공사 목록